# Сидорьонково
Сидорьо́нково (рос. Сидорёнково) — село у складі Біловського округу Кемеровської області, Росія.

## Населення
Населення — 500 осіб (2010; 529 у 2002).
Національний склад (станом на 2002 рік):
- росіяни — 93 %